# Erzingen (Baden)
Erzingen – stacja kolejowa w Erzingen (gmina Klettgau), w kraju związkowym Badenia-Wirtembergia, w Niemczech. Posiada status 5. kategorii. Między stacją Erzingen a przystankiem Trasadingen przebiega granica niemiecko-szwajcarska.

## Połączenia
Na stacji zatrzymują się pociągi Deutsche Bahn i Schweizerische Bundesbahnen, są to składy InterRegioExpress oraz Regionalbahn.
Połączenia (stacje końcowe):
- Bazylea
- Friedrichshafen
- Lindau (Bodensee)
- Singen (Hohentwiel)
- Szafuza
- Ulm
- Waldshut-Tiengen

| Erzingen                 |  |                               |
| Linia Hochrhein          |  |                               |
| Grießenodległość: 4,5 km |  | Trasadingen odległość: 0,6 km |